# Chinoperla nigrifrons
Chinoperla nigrifrons is een steenvlieg uit de familie borstelsteenvliegen (Perlidae). De wetenschappelijke naam van de soort is voor het eerst geldig gepubliceerd in 1939 door Banks.